# Caloranaerobacter
Caloranaerobacter è un genere di batterio appartenente alla famiglia delle Clostridiaceae.